# Roberto Papini (historien)
Pour les articles homonymes, voir Papini.
Roberto Papini (né le 1er février 1883 à Pistoia et mort le 10 novembre 1957 à Modène) est un historien et critique d'art italien.

## Publications
- (it) R. Papini, Fra Giovanni Angelico, Bologne, 1925